# Giorgio Bogi
Giorgio Bogi (La Spezia, 24 de junio de 1929) es un político italiano. Ha sido en muchas ocasiones ministro de la República y diputado, primero por el Partido Republicano Italiano, del que fue secretario general en un breve periodo entre 1993 y 1994, después por Alianza Democrática y por Demócratas de Izquierda, de cuyo grupo en la Cámara de Diputados fue vicepresidente de 2001 a 2006. Ese año se adhirió al Movimiento Republicanos Europeos de Luciana Sbarbati.
- Datos: Q3765300
- Multimedia: Giorgio Bogi / Q3765300